# Ophiorrhiza filibracteolata
Ophiorrhiza filibracteolata är en måreväxtart som beskrevs av Hsien Shui Lo. Ophiorrhiza filibracteolata ingår i släktet Ophiorrhiza och familjen måreväxter. Inga underarter finns listade i Catalogue of Life.